# 2003-2004 World Tour
Tournées par Prince
One Nite Alone...Tour
(2002) Musicology Tour
(2004)
2003-2004 World Tour est une tournée de concerts à travers plusieurs continents faite par Prince. Elle a été faite avant tout pour promouvoir les albums Musicology et Xpectation.

## Histoire
Le concert du 17 octobre à Hong Kong est filmé et des parties seront diffusées sur MTV.
Bien que l'année 2003 semblait se terminer en beauté pour Prince, après les brillantes performances de ces concerts, il s'est déroulé un incident à l'aéroport international de Minneapolis. Un journaliste a relayé l'affaire dans le Minneapolis Star Tribune : un fan a semble-t-il été molesté par les gardes du corps de Prince, alors que celui-ci venait de sortir de son avion et que le fan en question tentait de le prendre en photo. Son appareil lui aurait été confisqué par le garde. D'autres articles de presse parurent, laissant penser que les fans de l'artiste étaient dégoutés par la façon d'agir de la star. En avril 2004, le fan en question, Anthony Fitzgerald, dépose plainte pour vol avec violence et détresse émotionnelle infligé avec intention.

## Groupe
Rose Ann Dimalanta est intégrée dans la New Power Generation comme clavier.
- Prince : chant, guitare et piano
- John Blackwell : batterie
- Renato Neto : claviers
- Rose Ann Dimalanta : Clavier, Chant
- Rhonda Smith : basse et chœurs
- Greg Boyer : trombone
- Maceo Parker : saxophone alto
- Eric Leeds : Saxophone

## Programme

### Programme du 21 octobre 2003
- Xemplify
- OOO Baby Baby
- When You Were Mine (Intro)
- Elephants & Flowers
- Africa Talks To You - The Asphalt Jungle (plus des extraits de PsichoticBumpSchool et Life 'O' The Party)
- Instrumental Jam (Avec des extraits de Soul Power '74 et Band Introductions)
- Bambi
- Whole Lotta Love
- XPectation
- When The Saints Go Marching In

### Programme de 25 octobre 2003
- When The Lights Go Down
- Thank You (et des extraits de Falletinme Be Mice Elf Again (instrumental))
- Honky Tonk Women
- The Ride
- Love 2 The 9's
- A Case Of U

### Programme du 26 octobre 2003
- Warm-Up Funk Jam (inclut des extraits de Play That Funky Music - I Know You Got Soul)
- Brick House
- Skin Tight
- 777-9311 (avec des extraits de Ring My Bell)
- Purple Rain
- Guitar Intermission
- Shake Everything You've Got
- Funky Jam (contient des extraits de The PayBack - Uptown Up - Gotta Be)
- Pass The Peas
- No Diggity
- Ooh! (Avec des passages de Give Up The Funk - Ain't It Funky Now)

### Programme du 27 octobre 2003
- Thank You For Talkin' To Me Africa
- Release Yourself
- Alphabet ST
- Girls & Boys
- Outta Space (inclut Get Up Offa That Thang)
- Billie Jean (reprise de Michael Jackson)
- Yhe Ballad Of Dorothy Parker (avec des extraits de Four)
- Ooo Baby Baby
- Pink Cashmere
- When You Were Mine
- Partyup
- Oye Como Va
- Brick House (plus des extraits de Soul Power 74)
- Santana Medley

En plus furent joués Joy In Repetition, One Kiss At A Time, All The Critics Love U In Melbourne, Outta Space, 17 Days, Beautiful Strange, The Rainbow Children, Let's Work, U Got The Look, Days Of Wild.

## Dates des concerts
| #          | Date              | Ville         | Pays       | Salle                         | Audience |     |
| ---------- | ----------------- | ------------- | ---------- | ----------------------------- | -------- | --- |
| Asie       |                   |               |            |                               |          |     |
| 1          | 17 octobre 2003   | Hong Kong     | Chine      | Harbor Festival               | 11 900   |     |
| 2          | 18 octobre 2003   | Hong Kong     | Chine      | The Edge                      | 9 600    | 200 |
| Océanie    |                   |               |            |                               |          |     |
| 3          | 20 octobre 2003   | Melbourne     | Australie  | Bennett's Lane                | 1 200    |     |
| 4          | 21 octobre 2003   | Melbourne     | Australie  | Rod Laver Arena               | 14 100   |     |
| 5          | 22 octobre 2003   | Melbourne     | Australie  | Rod Laver Arena               | 14 100   |     |
| 6          | 22 octobre 2003   | Melbourne     | Australie  | The Metro                     | 2 000    |     |
| 7          | 24 octobre 2003   | Sydney        | Australie  | Entertainment Centre          | 7 000    |     |
| 8          | 25 octobre 2003   | Sydney        | Australie  | Entertainment Centre          | 7 000    |     |
| 9          | 25 octobre 2003   | Sydney        | Australie  | The Basement                  | 1 000    |     |
| 10         | 27 octobre 2003   | Brisbane      | Australie  | Entertainment Centre          | 13 500   |     |
| 11         | 27 octobre 2003   | Brisbane      | Australie  | The Indi Temple               | 500      |     |
| États-Unis |                   |               |            |                               |          |     |
| 12         | 30 octobre 2003   | Honolulu      | États-Unis | Pipeline Café                 | 240      |     |
| 13         | 1er novembre 2003 | Maui          | États-Unis | Maui Arts And Cultural Center | 5 000    |     |
| 14         | 16 décembre 2003  | Maui          | États-Unis | Maui Arts And Cultural Center | 5 000    |     |
| 15         | 16 décembre 2003  | Honolulu      | États-Unis | S. Blasdell Arena             | 6 000    |     |
| 16         | 16 décembre 2003  | Honolulu      | États-Unis | Volcanoes Club                | 300      |     |
| 17         | 19 décembre 2003  | Maui          | États-Unis | Maui Arts And Cultural Center | 5 000    |     |
| 18         | 19 décembre 2003  | Maui          | États-Unis | Hapa's Club                   | 400      |     |
| 19         | 23 janvier 2004   | Los Angeles   | États-Unis | House of Blues                | 800      |     |
| 20         | 30 janvier 2004   | Las Vegas     | États-Unis | House of Blues                | 800      |     |
| 21         | 1er février 2004  | Las Vegas     | États-Unis | House of Blues                | 800      |     |
| 22         | 8 février 2004    | Los Angeles   | États-Unis | House of Blues                | 800      |     |
| 23         | 14 février 2004   | San Francisco | États-Unis | The Fillmore                  | 4 500    |     |
| 24         | 15 février 2004   | San Francisco | États-Unis | The Fillmore                  | 4 500    |     |

## Sources
- http://fr.ioffer.com/i/prince-live-when-the-lights-go-down-australia-2003-188712232
- http://www.princefams.com/page.php?id=15

http://www.prince-live.com/konzert/konzert.php?tour_id=17&tour_name=Love%204%20One%20Another%20-%20Paisley%20Park%20%5B1995%5D
http://sites.google.com/site/princetourhistory/Tours